# Bidirectional Best Hits
Bidirectional Best Hits ist eine Methode der Bioinformatik, um orthologe Gene zu identifizieren.

## Vorgehen
Um ein orthologes Gen zu einem gegebenen Gen {\displaystyle A_{x}} im Organismus {\displaystyle B} zu finden, führt man zunächst eine Blast-Suche im kompletten Genom von Organismus {\displaystyle B} nach dem Gen {\displaystyle A_{x}} aus. Das Ergebnis ist eine Liste von Sequenzalignments, die nach Qualität der Treffer sortiert ist.
Um die Bidirectional Best Hits zu identifizieren, führt man nun mit dem Treffer (also der Sequenz aus Organismus {\displaystyle B}) eine Suche in dem kompletten Genom von Organismus {\displaystyle A} (also dem Ursprungsorganismus) aus. Bester Treffer sollte jetzt das Ursprungsgen {\displaystyle A_{x}} sein. Ist das der Fall, handelt es sich bei den beiden Genen um BBHs.
BBHs sind einander sehr ähnlich. Man nimmt an, dass es sich um Orthologe handelt.
Diese Verfahren kann man sowohl mit Proteinsequenzen als auch mit Nukleotidsequenzen durchführen.

## Kritik
Dieses Verfahren legt die Annahme zu Grunde, dass keine zwei Gene sich ähnlicher sind als zwei Orthologe. Diese Annahme mag in den meisten Fällen stimmen, aber sicher nicht immer.